# Quadricona
Quadricona is een geslacht van uitgestorven kreeftachtigen uit de klasse van de Ostracoda (mosselkreeftjes).

## Soort
- Quadricona madonnae Topper, Skovsted, Brock & Paterson, 2011 †